# 11月14日 (旧暦)
旧暦11月14日は旧暦11月の14日目である。六曜は赤口である。

## できごと
- 寛治元年（ユリウス暦1087年12月11日） - 後三年の役が終結
- 明治4年（グレゴリオ暦1871年12月25日） - 廃藩置県によって埼玉県が誕生
- 明治4年（グレゴリオ暦1871年12月25日） - 廃藩置県によって大分県が誕生

## 誕生日
- 長寛2年（ユリウス暦1164年12月28日） - 六条天皇、79代天皇（+ 1176年）
- 寛永7年（グレゴリオ暦1630年12月17日） - 貝原益軒、儒学者（+ 1714年）

## 忌日
- 天平7年（ユリウス暦735年12月2日） - 舎人親王、天武天皇の第五皇子・『日本書紀』編集指揮（* 676年）
- 寛治元年（ユリウス暦1087年12月11日） - 清原家衡、平安時代の武将
- 嘉承2年（ユリウス暦1107年12月29日） - 藤原公実、平安時代の公卿・歌人（* 1053年）
- 慶長8年（グレゴリオ暦1603年12月16日） - 柳生宗章、安土桃山時代の剣術家（* 1566年）
- 寛永4年（グレゴリオ暦1627年12月21日） - 酒井忠利、駿河国田中藩初代藩主・武蔵国川越藩初代藩主（* 1559年）
- 享保11年（グレゴリオ暦1726年12月7日） - 榊原政邦、越後国村上藩第2代藩主・播磨国姫路藩初代藩主（* 1675年）
- 寛延2年（グレゴリオ暦1749年12月23日） - 丸山権太左衛門、3代横綱（* 1713年）